# St. Ingbert-Kaiserslauterer Senke

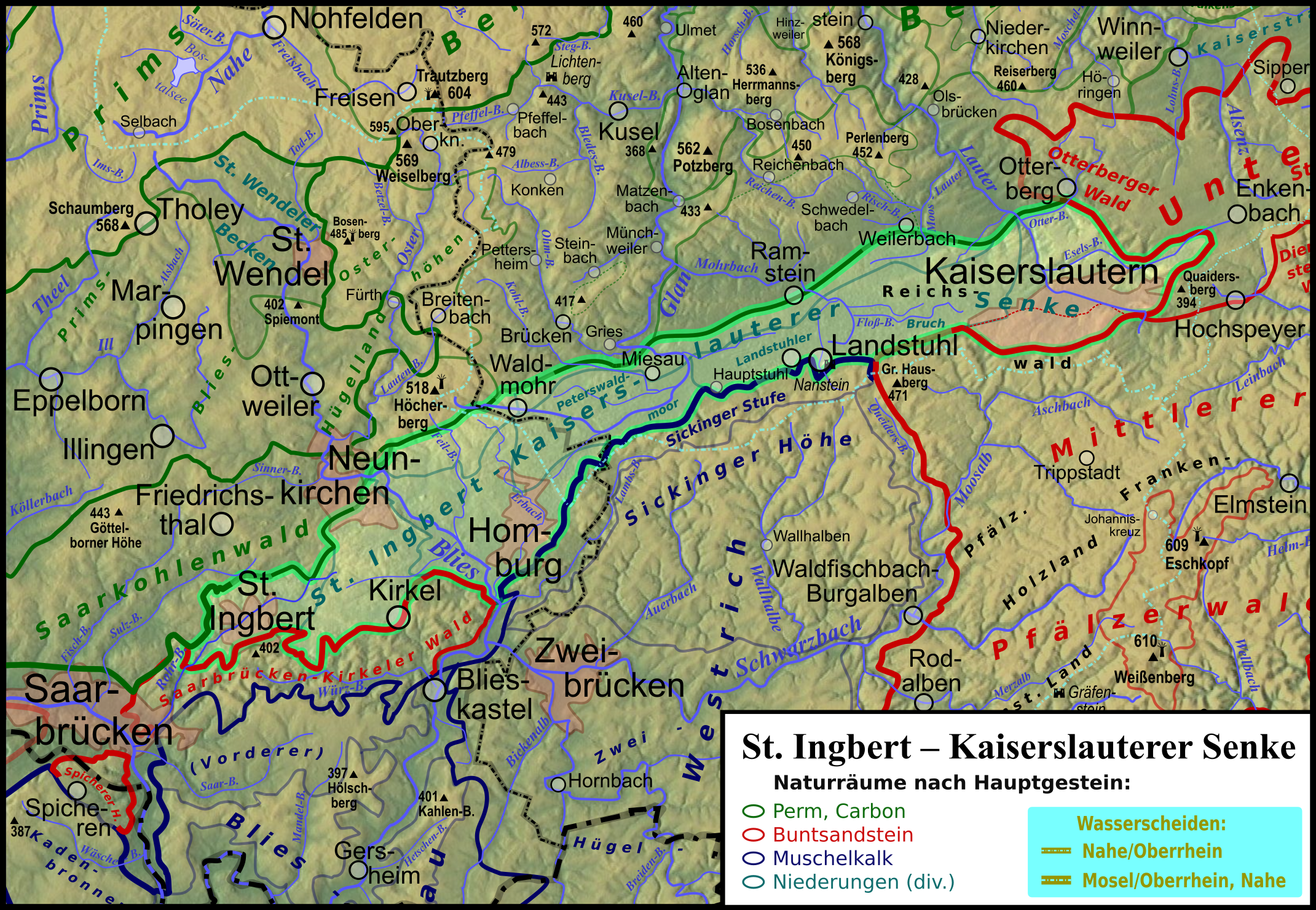
Die St. Ingbert-Kaiserslauterer Senke

Die St. Ingbert-Kaiserslauterer Senke ist eine naturräumliche Haupteinheit (durchlaufende Nummerierung: 192) innerhalb des Saar-Nahe-Berglandes (Haupteinheitengruppe 19). Sie erstreckt sich über ein Gebiet von ca. 247,5 km² von Kaiserslautern bis nach St. Ingbert.
In nach Südwesten kleinerer Ausdehnung bis Homburg wurde sie einst noch als Kaiserslauterer Senke bezeichnet.

## Lage und Abgrenzung
Die Senke erstreckt sich von West nach Ost über etwa 65 km Länge von Rentrisch bis Enkenbach und erreicht eine maximale Breite in Nord-Süd-Richtung von 11 km bei Homburg. Der Ostteil – vom Ostrand der bebauten Kernstadt Kaiserslauterns bis Alsenborn im Nordosten und Hochspeyer im Südosten mit dem 394 m hohen Queitersberg – entspricht allerdings geomorphologisch dem Pfälzerwald, in den er hier auch nach Süden, Osten und Norden übergeht und zu dem er landläufig gerechnet wird.
Der Naturraum grenzt im Osten an den Pfälzerwald, im Süden (von Ostnordost nach Westsüdwest) ebenso sowie an den Zweibrücker Westrich und das Sankt Ingbert-Kirkeler Waldgebiet, im Westen an den Saarkohlenwald und im Norden an das Nordpfälzer Bergland und umfasst insgesamt 247,5 km². Die Höhe variiert zwischen 222 m ü. NHN an der Blies bei Schwarzenacker und 280 m ü. NHN bei Jägersburg. Das Gebiet wird entwässert von der Lauter und vom Mohrbach im Osten, im Mittelteil vom Glan und von der Blies, die das Homburger Becken von Nord nach Süd durchquert, sowie im Westen vom Rohrbach, der in die Saar mündet.

## Naturräumliche Gliederung
Während der Arbeiten zum Handbuch der naturräumlichen Gliederung Deutschlands war bereits in der Kartierung von 1954 eine Haupteinheit Kaiserslauterer Senke eingezeichnet und in der 3. Lieferung von 1956 beschrieben worden; auch die Kartierung von 1960 wich davon praktisch nicht ab. Diese ehemalige Haupteinheit endete nach Südwesten bereits unmittelbar westlich Homburgs. Das Waldgebiet nördlich von Kirkel wie auch das Becken von St. Ingbert waren damals noch der Haupteinheit Mittelsaarländisches Waldland zugeschrieben worden, der überdies den Saarkohlenwald, den Warndt und den Saarbrücken-Kirkeler Wald umfasste, die heute alle als eigenständige Haupteinheiten aufgefasst werden. Alle erreichen deutlich höhere Höhen und insbesondere der Letztgenannte weist eine erhebliche Reliefenergie auf.
Der Ostteil der Landschaft wurde im Jahre 1969 im Einzelblatt 1:200.000 160 Landau durch Adalbert Pemöller kartiert und gegliedert, was keine Auswirkungen hatte. Erst als Helga Schneider im Jahr 1972 auf Blatt 159 Saarbrücken herausgab, änderte sich der Zuschnitt der Haupteinheit, die nach Südwesten erheblich anwuchs und dementsprechend nunmehr St. Ingbert-Kaiserslauterer Senke hieß.
Die St. Ingbert-Kaiserslauterer Senke umfasst die Naturräume
- 192.0 Kaiserslauterer Becken (78,3 km², ganz in RP)[4]
- 192.1 Landstuhler Bruch (67,0 km², ganz in RP)[5]
- 192.2 Peterswaldmoor (inkl. Jägersburger Moor; 30,2 km² in RP)[6]
- 192.3 Nordrand der Westpfälzer Moorniederung (30,4 km², ganz in RP)[7]
- 192.4 Homburger Becken (überwiegend im SL, 0,8 km² in RP)
- 192.5 Bexbacher Riedel (überwiegend im SL, 2,1 km² in RP; südlich an den Höcherberg anschließend)
- 192.6 Kirkeler Schwelle (ganz in SL)
- 192.7 St. Ingberter Senke („St. Ingberter Becken“; 42 km², ganz im SL).

Die Einheiten 192.7–192.6–192.4–192.2–192.1–192.0 Gruppieren sich in dieser (absteigenden) Reihenfolge von (Südsüd-)West nach (Ostnord-)Ost; 192.5 schließt sich nordwestlich an 192.4 an, 192.3 nördlich an 192.2 und 192.1.
Die Kaiserslauterer Senke umfasste die Einheiten 192.0 bis 192.4. Die Einheiten 192.6 und 192.7 waren ursprünglich zum Mittelsaarländischen Waldland gerechnet worden, die Einheit 192.5 zum Nordpfälzer Bergland.

## Morphologie
Der Naturraum liegt zum allergrößten Teil auf Buntsandstein. Da in den Tallagen häufig Bruch- und Moor-Landschaft vorherrscht (siehe Ortsnamen Bruchhof, Bruchmühlbach, Waldmohr usw.), setzte die Besiedlung zunächst an den Rändern der Senke ein. Erst mit der beginnenden Trockenlegung der Niederungen seit etwa 200 Jahren wurden auch die Tallagen zunehmend besiedelt und kultiviert. Die Städte Homburg und Landstuhl befinden sich heute – wie viele andere Orte auch – überwiegend in früher unzugänglichen Gebieten. Neben Mooren, Wiesen und Wäldern gibt es in den Niederungen heute zahlreiche Magerwiesen. In den etwas höher gelegenen Bereichen findet sich jedoch nur selten Ackerland, da aufgrund des Buntsandsteins der landwirtschaftliche Ertrag eher gering ist. Der Waldbestand hat sich in den letzten 200 Jahren von Mischwald zu fast reinem Nadelwald entwickelt. Aufgrund der hohen Feuchtigkeit in den Tallagen kommen in den Morgenstunden Nebel, Kaltluft und Frost häufig vor. Die Nachmittagstemperaturen erreichen dagegen jedoch meist höhere Werte als anderswo.